# Монти, Марио
Ма́рио Мо́нти (итал. Mario Monti, МФА (итал.): [ˈmaːrjo ˈmonti]; род. 19 марта 1943, Варезе, Ломбардия, Королевство Италия) — итальянский беспартийный государственный и политический деятель, экономист, пожизненный сенатор. 82-й Председатель Совета Министров Италии с 16 ноября 2011 по 28 апреля 2013 года. 7-й Министр экономики и финансов Италии с 18 ноября 2011 по 11 июля 2012 года. Министр иностранных дел Италии с 27 марта по 28 апреля 2013 года.

## Биография

### Образование и академическая деятельность
Окончил Университет Боккони, где он получил учёную степень в области экономики и менеджмента. Затем окончил аспирантуру в Йельском университете, где он учился у лауреата Нобелевской премии по экономике Джеймса Тобина.
С 1970 по 1985 год преподавал экономику в Туринском университете. В 1989 году назначен ректором университета Боккони, а с 1994 года является его президентом.
В 2005 году стал первым президентом института экономических исследований «Брейгель». Помимо этого Монти является одним из ключевых членов трёхсторонней комиссии, а также Бильдербергского клуба. В том же году стал почетным доктором парижского Института политических исследований.
Монти является международным советником таких компаний, как Goldman Sachs и The Coca-Cola Company.

### Политическая деятельность
- С 1995 по 2004 год был Европейским комиссаром от Италии. В 2004 году его место занял Франко Фраттини.
 С 1995 по 1999 год занимал должность Европейского комиссара по вопросам внутреннего рынка и услугам, а с 1999 по 2004 год Европейского комиссара по вопросам конкуренции. На этом посту получил известность в результате громких дел GE/Honeywell, Microsoft, German Landesbanken, а также в ходе реформы антитрестовского законодательства и механизмов контроля слияний в ЕС, а также организации совместно с США Международной конкурентной сети (ICN).
- В 2009 году назначен членом комиссии по вопросам будущего ЕС.
- В 2010 году Монти получил должность европейского председателя международной организации «Трёхсторонняя комиссия», 15 сентября 2010 года официально поддержал инициативу «группы Спинелли».
- 9 ноября 2011 года назначен пожизненным сенатором президентом Италии Джорджо Наполитано[2].

#### Председатель Совета Министров

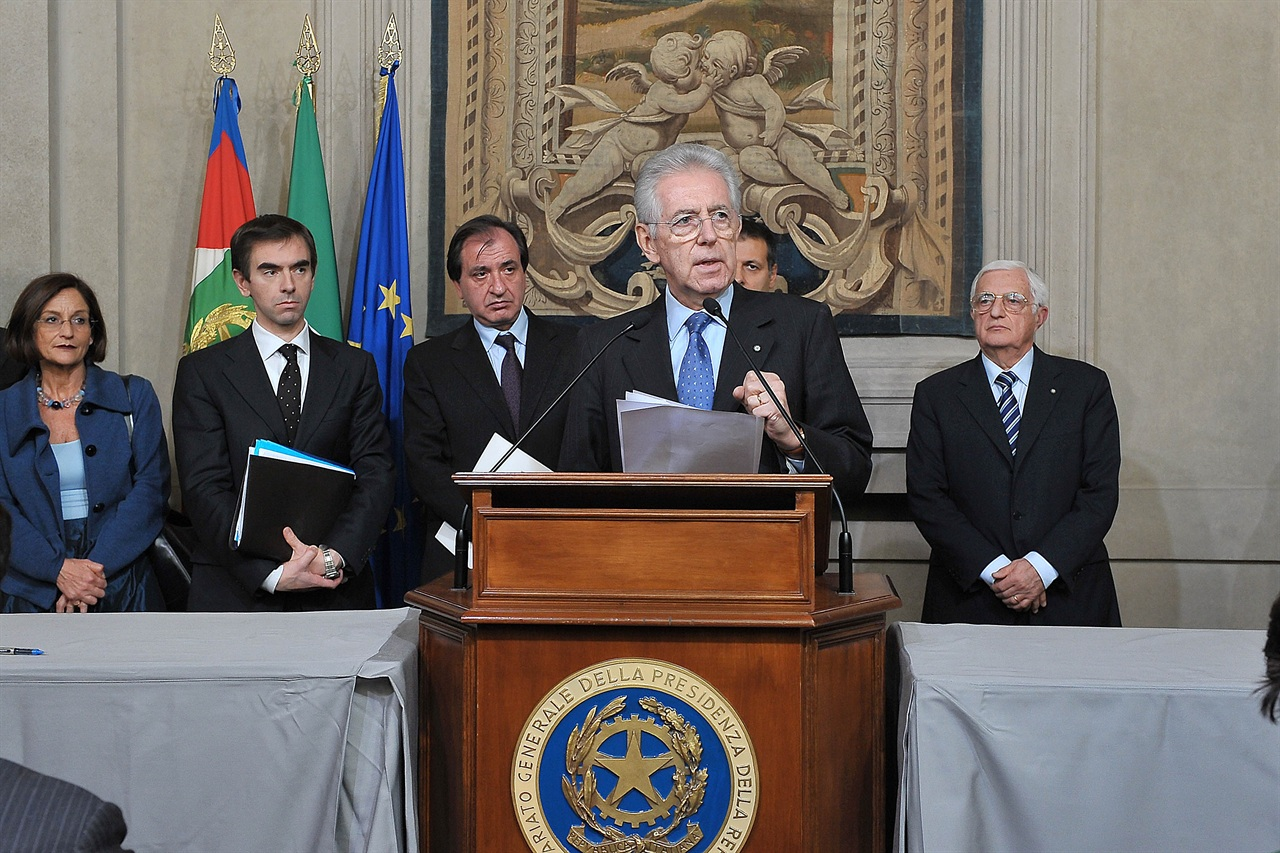
Монти представляет новый Совет министров Италии (16 ноября 2011 года)

Монти резко критиковал премьер-министра Италии Сильвио Берлускони, отмечая, что Италии для выхода из кризиса необходимо заняться либерализацией экономики и возрождением здоровой конкуренции. Монти выступает сторонником европейской интеграции, в которой он видит ключ к модернизации итальянской экономики.
После отставки по собственному желанию премьер-министра Италии Берлускони, 13 ноября 2011 года кандидатура Монти на пост председателя Совета министров Италии была поддержана Парламентом Италии. После сформирования технического правительства 16 ноября вступил в должность, её он собирался исполнять до парламентских выборов 2013 года, также Монти 18 ноября, получив вотум доверия Парламента, назначил себя на должность министра экономики и финансов.
В начале декабря 2011 года новому правительству пришлось принять антикризисный пакет, который предусматривает режим «жёсткой экономии», сокращение государственных расходов, увеличение пенсионного возраста до 66 лет. Сам Монти отказался от зарплаты премьер-министра и министра финансов.
С 12 декабря по 19 декабря 2011 года в Италии прошла общенациональная неделя забастовок против антикризисных мер, принятых Монти.
В марте правительство решило провести реформу на рынке труда, при которой предлагается заменить ст. 18 Трудового Кодекса Италии, защищающую от увольнения работников крупных фирм, на ряд мер, которые заставят работодателей предлагать не временные, а постоянные контракты работникам. Монти утверждал, что предложения правительства создадут новые рабочие места, повысят конкурентоспособность итальянских товаров и защитят Италию от долгового кризиса. Лидер левого профсоюза CGIL Сусанна Камуссо на переговорах в Риме обвинила правительство в попытке просто облегчить для работодателей увольнение рабочих.
11 июля 2012 года Монти оставил пост министра экономики и финансов, который занял его заместитель Витторио Грилли. При этом Монти создал и возглавил правительственную комиссию по координации экономической и финансовой политики.
В начале декабря заявил, что подаст в отставку после принятия бюджета на 2013 год. Монти принял данное решение после того, как партия «Народ свободы» отказалась поддерживать его кабинет. 21 декабря 2012 года Монти подал прошение об отставке. Данные события привели к правительственному кризису, в результате чего 22 декабря 2012 года президент Наполитано принял решение о роспуске парламента, что приблизило парламентские выборы.
С 27 марта по 28 апреля 2013 года занимал пост министра иностранных дел.
28 апреля 2013 года пост премьер-министра был окончательно передан Энрико Летте.

#### Итоги премьерства
Сам экс-премьер утверждает, что за этот период Италия смогла преодолеть самый сложный этап кризиса собственными силами без помощи ЕЦБ. При этом Монти отметил, что Италия активно участвовала в разработке антикризисных механизмов.

#### Парламентские выборы 2013 года
28 декабря 2012 года заявил, что на ближайших парламентских выборах возглавит центристскую коалицию «Повестка дня Монти для Италии» (итал. Agenda Monti per l'Italia). При этом входить в состав палаты депутатов он не может, так как является пожизненным сенатором. Также он не исключает, что может вновь возглавить Совет министров. Ранее 23 декабря 2012 он пообещал опубликовать свою программу для окончательного выхода из кризиса.
4 января 2013 года Монти объявил о создании новой партии под названием «Гражданский выбор». На выборах 24—25 февраля 2013 года партия получила представительство в обеих палатах парламента, Монти являлся её председателем до 17 октября 2013 года, но в начале 2015 года оставил созданную им партию и перешёл в Смешанную фракцию Сената.

## Награды

### Итальянские
- Орден «За заслуги перед Итальянской Республикой» степени Кавалера Большого креста (29 ноября 2004 года)[19].
- Орден «За заслуги перед Итальянской Республикой» степени Командора (27 декабря 1992 года)[20].

### Иностранные
- Орден Восходящего солнца с большой лентой (3 ноября 2015)[21][22]. Вручён лично императором Японии[23][24].

## Личная жизнь
Женат на Эльзе Антониоли, двое детей: Федерика и Джованни Монти. Увлекается историей Древнего Египта.